# Guile (Street Fighter)
Guile (noto come William F. Guile nel film Street Fighter - Sfida finale) è uno dei personaggi del videogioco della serie di Street Fighter.
Egli è un maggiore della United States Air Force e parteciperà al torneo per vendicare la morte di Charlie (compagno d'armi, maestro ed amico) per mano di M. Bison in Cambogia.
Nel film Street Fighter - Sfida finale, di cui è il protagonista, è interpretato da Jean-Claude Van Damme.

## Mosse
La particolarità dello stile di lotta di Guile si contraddistingue dall'aver avuto sempre pochissime mosse speciali, ed in quasi tutte le sue apparizioni (con eccezioni come Marvel vs. Capcom 2) ha mantenuto sempre e solo queste 2:
Sonic Boom: lancia un'onda sonica che ha la forma di un boomerang che gira su se stesso
Somersault Kick: un potente calcio in rovesciata eseguito con un gran salto.
Per questo suo stile va anche detto che Guile è uno dei pochi lottatori ad avere più super combo che mosse speciali.

## Super mosse
- "Sonic Hurricane" (da Street Fighter Zero/Alpha 3 in poi): consiste in un super Sonic Boom che ruota attorno a Guile colpendo l'avversario più e più volte. In Street Fighter EX 3 la mossa consiste in un vero e proprio uragano formato da più Sonic Boom che ruota in direzione dell'avversario.
- "Somersault Strike" (da Super Street Fighter 2 Turbo in poi): consiste in 3 Somersault Kick che colpiscono in volo l'avversario per poi finire con un calcio verso il basso facendolo sbattere violentemente a terra.

## Tema musicale
Il tema musicale di Guile in Super Street Fighter II è diventato un fenomeno virale su internet, secondo la frase "Il tema musicale di Guile sta bene con tutto": vi sono diversi video in rete che presentano come colonna sonora il suddetto tema.

## Apparizioni
- Street Fighter II: The World Warrior
- Street Fighter II: Champion Edition
- Street Fighter II Hyper (conosciuto come Street Fighter II Turbo in Occidente)
- Super Street Fighter II: The New Challenger
- Super Street Fighter II X: The Ultimate Challenger (Super Street Fighter II Turbo in Occidente)
- Street Fighter EX 2
- Street Fighter EX 3
- Street Fighter Zero 3 Upper (Street Fighter Alpha 3 Upper)
- Street Fighter Zero 3 Double Upper (Street Fighter Alpha 3 Max in Occidente)
- Marvel vs. Capcom 2: New Age of Heroes
- Capcom vs. SNK: Millennium Fighter 2001
- Capcom vs. SNK Pro
- Capcom vs. SNK 2
- SNK vs. Capcom: SVC Chaos
- Street Fighter IV
- Super Street Fighter IV
- LittleBigPlanet (costume DLC Pack "Street Fighter")
- Street Fighter V
- Super Smash Bros. Ultimate (appare come assistente)
- Street Fighter 6